# The Death Mask
Pour plus de détails, voir Fiche technique et Distribution.
The Death Mask est un film muet américain réalisé par Thomas H. Ince et sorti en 1914.

## Fiche technique
- Réalisation : Thomas H. Ince
- Production : Thomas H. Ince
- Durée : 20 minutes
- Date de sortie : États-Unis : 25 septembre 1914

## Distribution
- Sessue Hayakawa : Running Wolf
- One Feather : High Cliff
- Ernest Swallow : One Bear
- Crazy Thunder : First Brother
- Pete Red Elk : Second Brother
- Tsuru Aoki : Princesse Nona